# محمد عبد الرحمن التازي
محمد عبد الرحمن التازي (مواليد 3 يوليو 1942) هو مخرج أفلام مغربي. قام بإخراج عدد مهم من الأفلام والمسلسلات المغربية، وهو صاحب تجربة كبيرة في المجال السينمائي المغربي.

## حياته المبكرة
ولد محمد عبد الرحمن التازي في 3 يوليو 1942 في مدينة فاس. درس في المعهد العالي للدراسات السينمائية في باريس، وتخرج منه عام 1963. ثم تابع دراساته في مجال التواصل في جامعة سيراكيوز بنيويورك.

## مسيرته المهنية
في عام 1964، أنتج الفيلم الوثائقي سوناباند، ثم تبعه بالفيلم القصير طرفاية، أو مسيرة شاعر عام 1966. وفي عام 1967، عمل مديرًا للتصوير في فيلم القرويين، ثم في عام 1968، في فيلم على جانب تساوت. وفي العام نفسه، أخرج فيلمه الأول 6 و12.
في عام 1979، أسس شركة الفنون والتقنيات السمعية البصرية للإنتاج. لاحقًا، أصبح منتجًا ومخرجًا للبرامج الثقافية في التلفزيون المغربي والتلفزيون الإسباني. قبل خوضه مجال الإخراج السينمائي، عمل تازي كمستشار تقني في أفلام روبرت وايز وجون هيوستن التي تم تصويرها في المغرب.
في عام 1981، أخرج أول أفلامه الروائية الطويلة الرحلة الكبرى. ثم في عام 1989، أخرج وأنتج فيلم باديس الذي لاقى استحسان النقاد. وبفضل نجاح الفيلم، أخرج بعدها فيلم البحث عن زوج امرأتي عام 1994، ثم للا حبي عام 1997. 
بين عامي 2000 و2003، عُيّن تازي مديرًا للإنتاجات في القناة التلفزيونية المغربية الثانية. وبعيدًا عن السينما، ألّف لاحقًا كتاب ما وراء الدار البيضاء.

## أعماله
- أمينة: 1980
- باديس: 1981
- الرحلة الكبرى: 1981
- لالة شافية: 1982
- البحث عن زوج امرأتي: 1993
- للا حبي: 1997
- جارات أبي موسى: 2003
- محاين د الحسين: 2005
- خيط البحرار: 2008
- الحسين والصافية: 2011
- هنية مبارك ومسعود: 2013
- البايرة: 2013
- الترقية: 2015
- الدار المشروكة: 2019

## وصلات خارجية
- محمد عبد الرحمن التازي على موقع IMDb (الإنجليزية)
- محمد عبد الرحمن التازي على موقع ألو سيني (الفرنسية)
- محمد عبد الرحمن التازي على موقع أول موفي (الإنجليزية)
- محمد عبد الرحمن التازي على موقع قاعدة بيانات الفيلم (الإنجليزية)
- محمد عبد الرحمن التازي على موقع كينوبويسك (الروسية)